# Запашка
Запа́шка — село в Україні, у Смолінській селищній громаді Новоукраїнського району Кіровоградської області. Населення становить 49 осіб. Орган місцевого самоврядування — Смолінська селищна рада.

## Населення
Згідно з переписом УРСР 1989 року чисельність наявного населення села становила 75 осіб, з яких 31 чоловік та 44 жінки.
За переписом населення України 2001 року в селі мешкало 49 осіб. 100 % населення вказало своєю рідною мовою українську мову.